# Scammon (Kansas)
Scammon – miasto położone w hrabstwie Cherokee.